# Christopher Tin

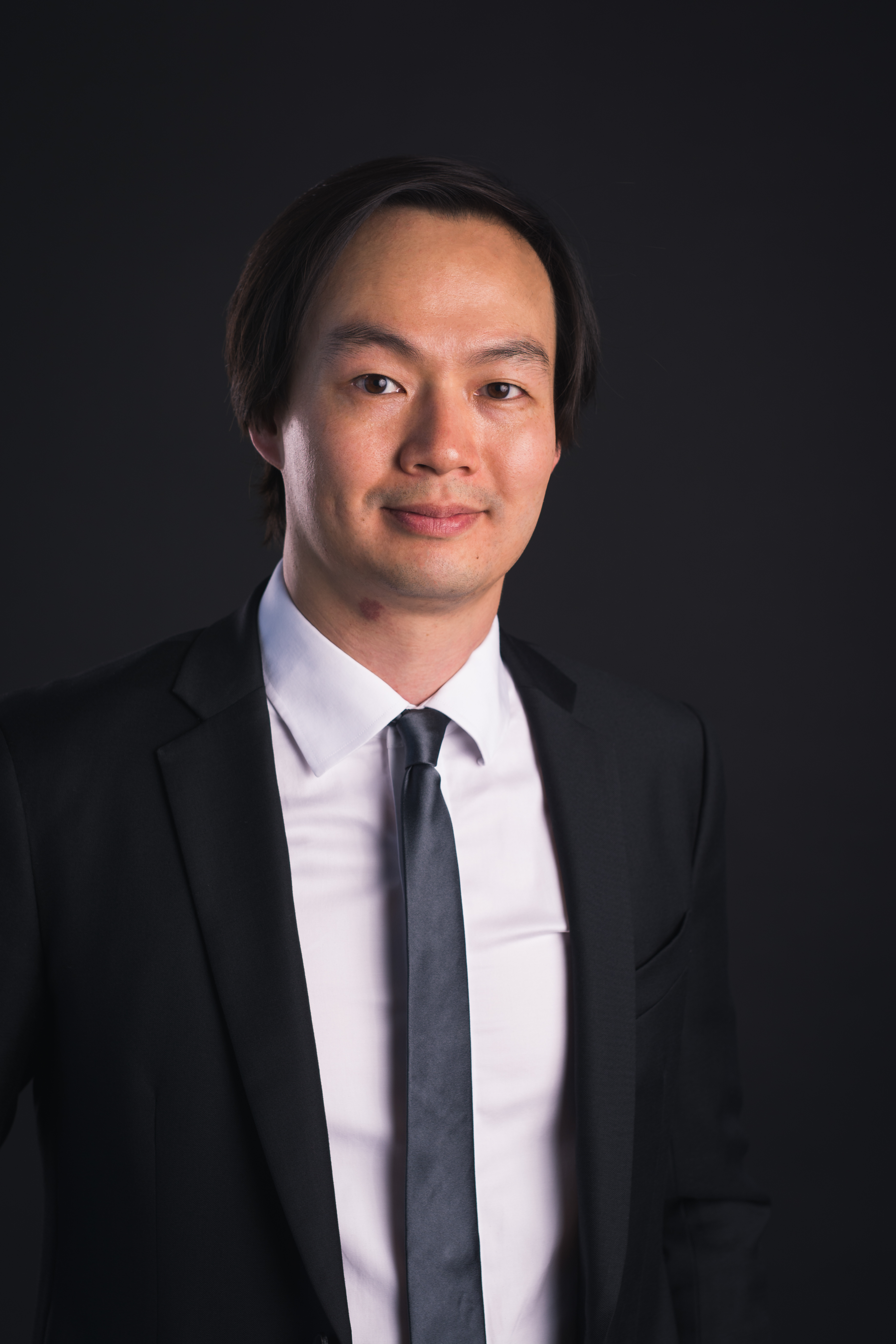
Christopher Tin (2016)

Christopher Tin (* 21. Mai 1976 in Redwood City, Kalifornien) ist ein US-amerikanischer Komponist, dessen Arbeiten hauptsächlich in den Bereichen Klassik und Weltmusik angesiedelt sind. Für sein klassisches Crossover-Album Calling All Dawns gewann er zwei Grammys. Tin ist ferner bekannt als Komponist von Filmmusik, Soundtracks von Computerspielen und Fernsehwerbung.  Sein bekanntestes Stück ist Baba Yetu, das er 2005 für das Computerspiel Civilization IV schrieb.

## Leben
Christopher Tin wurde in Nordkalifornien als Sohn von Einwanderern aus Hongkong geboren und wuchs dort auf.
Er studierte Musik und Englisch an der Stanford University und der University of Oxford, bevor er als Klassenbester einen MMus-Abschluss am Royal College of Music in London erwarb und den Joseph-Horovitz-Kompositionspreis gewann.
Während der 90er Jahre wurde er von der Underground-Rave-Szene in San Francisco beeinflusst.

## Schaffen
Tin veröffentlichte im Jahr 2009 sein klassisches Crossover-Album Calling All Dawns.  Das Album gewann 2011 zwei Grammy Awards in den Bereichen Bestes klassisches Crossover-Album und Bestes Instrumentalarrangement mit Gesangsbegleitung für das Stück Baba Yetu.
Dies ist das erste Mal, dass ein Grammy an ein Stück vergeben wurde, das für ein Computerspiel komponiert wurde.
Das Album stellt einen Zyklus in drei Stufen dar: Tag, Nacht und Sonnenaufgang. Die drei Stufen korrespondieren mit Leben, Tod und Wiedergeburt.
Die zwölf Stücke werden in zwölf Sprachen gesungen, darunter Swahili, Polnisch, Persisch und Maori.
Die Songtexte kommen aus unterschiedlichen Quellen wie der Bibel, Tora, dem Bhagavad Gita sowie historischen persischen Gedichten und japanischen Haiku.
Das Album enthält Darbietungen von über 200 Musikern aus sechs Kontinenten, darunter Frederica von Stade, Anonymous 4, dem Soweto Gospel Choir, Dulce Pontes, Sussan Deyhim und vielen anderen.
Zusammen mit Shoji Kameda veröffentlichte er 2012 unter dem Namen „Stereo Alchemy“ das eher elektronisch geprägte Album „God of Love“.
Für das im Jahr 2025 erscheinende Computerspiel Civilization VII hat Tin, welcher bereits in den Vorgängern Civilization IV und Civilization VI gewirkt hatte, die Titelmusik komponiert.

## Auszeichnungen
- 53. Grammy Awards: Gewinner – Bestes klassisches Crossover-Album (2011)
- 53. Grammy Awards: Gewinner – Bestes Instrumentalarrangement mit Gesangsbegleitung (2011)
- International Songwriting Competition: 1. Platz – Kategorie Weltmusik (2010)
- John Lennon Songwriting Contest: Finalist – Kategorie Weltmusik (2010)